# Mérona
Mérona ist eine französische Gemeinde im Département Jura in der Region Bourgogne-Franche-Comté.

## Geographie
Mérona liegt auf 642 m, etwa 15 Kilometer südsüdöstlich der Stadt Lons-le-Saunier (Luftlinie). Die Hofsiedlung erstreckt sich im Jura, auf einem Sattel zwischen dem Mont Chavet im Westen und dem Kamm der Côte de l’Heute im Osten, westlich des Ain-Tals.
Die Fläche des 2,97 km² großen Gemeindegebiets umfasst einen Abschnitt des französischen Juras. Das Gebiet wird von den Höhen des Mont Chavet (670 m) und der Côte de l’Heute eingenommen, die überwiegend bewaldet sind und in geologischer Hinsicht eine Antiklinale des westlichen Faltenjuras bilden. Mit 702 m wird auf dem Kamm der Côte de l’Heute die höchste Erhebung von Mérona erreicht. Nach Süden erstreckt sich das Gemeindeareal in die Talmulde von Plaisia.
Nachbargemeinden von Mérona sind Marnézia im Norden, Largillay-Marsonnay im Osten, Plaisia im Süden sowie Orgelet und Dompierre-sur-Mont im Westen.

## Geschichte
Eine Kapelle von Mérona wird im 12. Jahrhundert urkundlich erwähnt. Der Ort bildete eine eigene kleine Herrschaft, die im Mittelalter zur Baronie Orgelet gehörte. Im Jahr 1479 wurde die Burg von Truppen des Königs Ludwig XI. zerstört. Zusammen mit der Franche-Comté gelangte Mérona mit dem Frieden von Nimwegen 1678 an Frankreich.

## Sehenswürdigkeiten

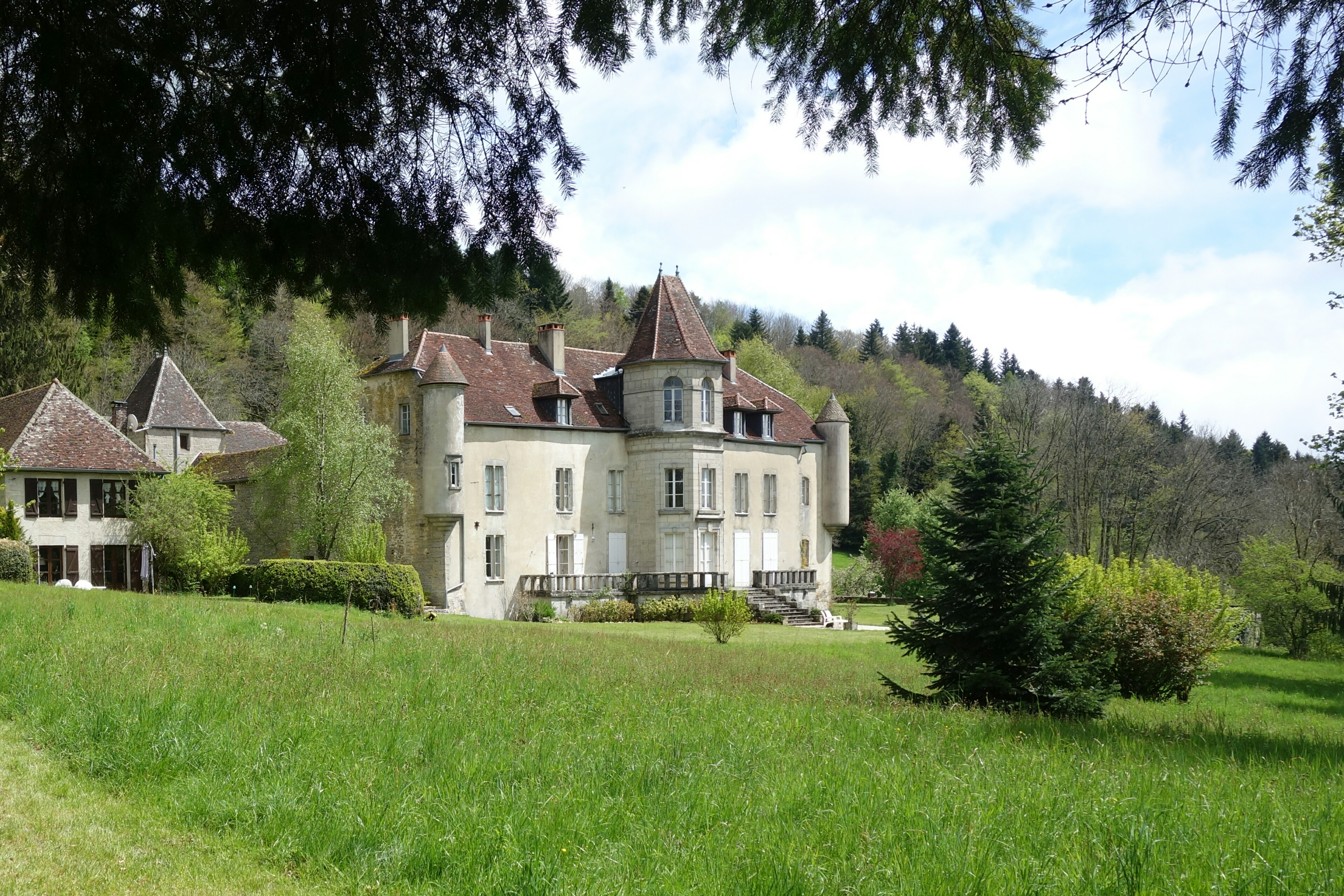
Schloss Mérona

Der Weiler Mérona besteht aus einem Schloss und umliegenden Bauernhöfen. Der heutige Bau des Schlosses stammt aus dem 18. Jahrhundert, während ein alleinstehender Turm auf die mittelalterliche Burg des 13. Jahrhunderts zurückgeht.

## Bevölkerung
| Jahr                       | 1962 | 1968 | 1975 | 1982 | 1990 | 1999 | 2007 | 2018 |
| Einwohner                  | 13   | 10   | 7    | 5    | 3    | 8    | 11   | 8    |
| Quellen: Cassini und INSEE |      |      |      |      |      |      |      |      |

Mit 8 Einwohnern (Stand 1. Januar 2022) ist Mérona die kleinste Gemeinde des Départements Jura. Nachdem die Einwohnerzahl in der ersten Hälfte des 20. Jahrhunderts deutlich abgenommen hatte (1886 wurden noch 49 Personen gezählt), wurden seit Beginn der 1970er Jahre nur noch relativ geringe Schwankungen verzeichnet.

## Wirtschaft und Infrastruktur
Mérona war bis weit ins 20. Jahrhundert hinein ein vorwiegend durch die Landwirtschaft und die Forstwirtschaft geprägtes Dorf. Noch heute leben die Bewohner zur Hauptsache von der Tätigkeit im ersten Sektor. Außerhalb des primären Sektors gibt es keine Arbeitsplätze im Dorf.
Die Ortschaft liegt abseits der größeren Durchgangsstraßen. Die Hauptzufahrt erfolgt von Plaisia, während eine weitere Straßenverbindung mit Marnézia besteht.